# پرچم زاکسن
پرچم زاکسن در ۳ فوریه ۱۹۹۱ پذیرفته شد. این پرچم دارای دو نوار سفید و سبز افقی است.